# Gangesdolfijn
De gangesdolfijn (Platanista gangetica) is een zoogdier uit de familie van de Indische rivierdolfijnen (Platanistidae). De wetenschappelijke naam van de soort werd voor het eerst geldig gepubliceerd door Roxburgh in 1801. Sommige publicaties beschouwen Platanista gangetica als een soort die de gangesdolfijn en de indusdolfijn omvat, in het Nederlands Zuid-Aziatische rivierdolfijn genoemd. In dat geval krijgt de ondersoort gangesdolfijn de wetenschappelijke naam Platanista gangetica gangetica. De indusdolfijn is geografisch gescheiden van de gangesdolfijn en vertoont er kleine verschillen mee.

## Uiterlijke kenmerken
De gangesdolfijn is een zoetwaterdolfijn met een relatief lange, slanke snuit met lange, scherpe voortanden die permanent ontbloot zijn: 26 tot 39 paar in de bovenkaak en 26 tot 35 paar in de onderkaak. Op de punt is de snuit wat breder. Bij vrouwtjes is de snuit wat langer en krult die soms wat omhoog en opzij. De kop is klein en heeft een hoog voorhoofd. Het spleetvormige blaasgat zit in een ondiepe richel op het voorhoofd. De mondhoeken gaan wat omhoog waardoor hij lijkt te lachen. Net boven de mondhoeken bevinden zich de kleine ogen, waarmee de gangesdolfijn slechts weinig ziet. De rugvin zit ongeveer ter hoogte van twee derde van het lijf. Het is een lage, brede driehoek die wat op een bult lijkt. De staartvin is breed en hol en eindigt in lange punten. De flippers zijn peddelvormig en breed. Meestal hebben ze een platte achterrand, soms zijn ze wat geschulpt.
Mannetjes worden circa 2,2 meter lang, vrouwtjes 2,6. Beide geslachten wegen gewoonlijk tussen 70 en 90 kilogram, al zijn er zwaardere exemplaren bekend. Pasgeboren kalfjes zijn wat slanker, zijn 65 à 90 centimeter lang en wegen ongeveer 7,5 kilogram. De kleur van de gangesdolfijn varieert van grijs, grijsblauw en blauw tot chocoladebruin, olijfgeel en olijfbruin. De buik van volwassen exemplaren is wat rozig.

## Voorkomen
De soort komt voor in India, Nepal en Bangladesh. Hij komt er voor in de rivierstelsels van de Ganges, Brahmaputra en Karnaphuli, meestal benedenstrooms rond meanders en eilanden. Het verspreidingsgebied van de gangesdolfijn is sinds de 19de eeuw gekrompen. Zo komt de soort bijna niet meer voor in Nepal en is hij uitgedund in India. Enkele subpopulaties zijn volledig of quasi volledig uitgeroeid. De grootste populatie bevindt zich in het lage gebied van de Sangu, in Bangladesh en in de Gangesdelta, waar de Ganges en Brahmaputra samenkomen. Belangrijkste bedreigingen voor de gangesdolfijn zijn grootschalige waterprojecten zoals de aanleg van dammen, toxische stoffen, jacht en visvangst, voornamelijk verstrengeling in haringnetten.

## Gedrag
De gangesdolfijn komt voor in kleine groepjes van 4 tot 6 individuen (soms 30) of leeft in paren of solitair. Ze zwemmen meestal langzaam, maar kunnen ook kortstondig snel zwemmen. Bij het zwemmen steekt de snuit vaak boven water. Soms zwemt hij op zijn zij. Hij kan actief zijn, maar maakt zelden sprongen. Bij het springen raakt zijn snuit het eerst het water. Bij het duiken blijft hij meestal 30 tot 90 seconden onder water, maar hij kan het ook enkele minuten volhouden. De ademhaling doet denken aan een nies. Hij maakt constant echolocatieklikken.

## Voedsel
Gangesdolfijnen jagen voornamelijk op vis en garnalen van de rivierbodem. Soms jagen ze in paren.

## Voortplanting
Mannetjes zijn geslachtsrijp bij een lengte van circa 1,7 meter, vrouwtjes bij circa 2 meter. De draagtijd bedraagt ongeveer een jaar. Het kalven gebeurt tijdens een lange periode in het begin van de zomer en het begin van de winter. De jongen drinken moedermelk tot ze een jaar oud zijn, maar krijgen vast voedsel vanaf een à twee maanden.

## Levensverwachting
Een gangesdolfijn kan zo'n 28 jaar oud worden.